# Italo De Zan
Italo De Zan (San Fior, Italia; 1 de julio de 1925-Treviso, 9 de marzo de 2020) fue un ciclista italiano. Profesional entre 1946 y 1952, ganó la 10a. etapa del Giro de Italia de 1948.
Fue ingresado en el hospital de Conegliano tras dar positivo al COVID-19 y trasladado al hospital de Treviso, donde falleció a los 94 años el 9 de marzo de 2020 por complicaciones relacionadas con el COVID-19.

## Resultados importantes
Fuentes:
1946
1° en la Coppa del Rey
4° en el Giro di Lombardia
1947
1° en la Milano – Torino
3° en el Giro di Lombardia
6° en el Giro del Emilia
6° en la Milano-Mantova
1948
Ganador de la 10a. etapa del Giro de Italia 1948. Posición final: 28.
2° en la Milano – Torino
2° en la Coppa Placci
3° en el Giro di Romagna
5° en la Milan – San Remo
1949
1° en el GP Alghero
3.º en la Milano – Torino
4° en la Milan – San Remo